# 7978 Niknesterov
7978 Niknesterov eller 1978 RV3 är en asteroid i huvudbältet som upptäcktes den 27 september 1978 av den ryska astronomen Ljudmila Tjernych vid Krims astrofysiska observatorium på Krim. Den är uppkallad efter Nikolaj S. Nesterov.